# Deepnet Explorer
Deepnet Explorer was een freeware-webbrowser voor Windows met ingebouwde RSS-nieuwslezer. De layout-engine van Deepnet Explorer is dezelfde als van Internet Explorer, namelijk Trident. Deepnet Explorer ondersteunde het P2P-netwerk Gnutella. De laatste versie is 1.5.3 bèta 3 en dateert van 19 oktober 2006. Deepnet Explorer had ingebouwde anti-phishingtechnieken ingebouwd.

## Functies
Deepnet Explorer beschikt over volgende functies:
- muisgebaren
- p2p-client voor het Gnutella-netwerk
- ondersteuning voor RSS- en Atom-feeds
- blokkeren van pop-ups en zwevende advertenties
- surfen met tabbladen
- pagina's controleren op inhoud en beschermen tegen phishing
- wachtwoorden onthouden
- zoeken via de adresbalk
- auto-aanvulling bij webformulieren